# Can Duran (Santa Cristina d'Aro)
Can Duran és una masia de Santa Cristina d'Aro (Baix Empordà) inclosa a l'Inventari del Patrimoni Arquitectònic de Catalunya.

## Descripció
Masia originàriament de tipologia clàssica que ha sofert diverses modificacions, tot convertint-se en un conjunt de quatre habitatges. El conjunt és de planta quadrangular i és cobert amb una teulada a doble vessant, amb el carener perpendicular a la façana principal. Té poques obertures, totes de pedra i amb llindes de tipologies diverses. Els murs són de pedra, fets amb maçoneria llevat dels angles que són reforçats amb carreus de mida grossa i regulars.
La part nord de la masia, que corresponia a l'anomenada Can Geli, es troba parcialment en ruïna.